# Karlo XV. Švedski

Karlo XV. i IV. (punim imenom Carl Ludvig Eugen 3. svibnja 1826. – 18. rujna 1872.) je bio kralj Švedske (kao Karlo XV. Karlo Petnaesti je zapravio bio deveti kralj Švedske po imenu Karlo, a "Petnaesti" je zato što je Karlo IX., njegov predak proglasio sebe Karlom Devetim brojeći i mitske (nestvarne) kraljeve Švedske) i Norveške (kao Karlo IV.).

## Životopis
Rođen je u Stockholmu kao najstariji sin švedsko-norveškog prijestolonasljednika Oskara I. i Jozefine od Leuchtenberga. Po rođenju je od svoga djeda, tadašnjeg kralja, Karla XIV. Ivana, dobio titulu vojvode od Skånea. Vojvoda od Skånea je postao švedsko-norveški krunski princ 1846. godine kada je umro Karlo XIV. Ivan, odnosno kada je na prijestolje stupio kralj Oskar I.
Kao prijestolonasljednik, Karlo je kratko (od 1856. do 1857. godine) služio na mjestu norveškog potkralja. Preuzeo je neke vladarske ovlasti od oca u rujnu 1857. postavši regent.
Dana 19. lipnja 1850. godine, u Stockholmu, oženio je nizozemsku princezu Ludoviku, s kojom je imao dvoje djece: kćerku Ludoviku (1851. – 1926.) koja je brakom postala kraljica Danske, i sina Karla Oskara (1852. – 1854.).

## Vladavina
Naslijedio je norvešku i švedsku krunu nakon očeve smrti 8. lipnja 1859. godine. S majčine strane je bio potomak kralja Karla IX., te su tako njegovim dolaskom na prijestolje Švedskom ponovo zavladali potomci stare dinastije Vasa.
Karlo je kao kralj proveo značajne reforme zakona. Njegov moto je glasio: "Land skall med lag byggas", odnosno "Zakonom će se graditi država". Ženama je 1858. godine dao određena prava zakonima o punoljetnosti neudatih žena. Njegova sestra, princeza Eugenija, postala je prva zakonski punoljetna neudata žena u Švedskoj. Bio je blizak s danskim kraljem Fridrikom VII. i podržavao je prijateljske odnose između Danske, Norveške i Švedske. Svoje jedino preživjelo dijete, kćerku Ludoviku, udao je za sina danskog kralja (budućeg Fridrika VIII.)

## Smrt i posljedice
Umro je u gradu Malmöu, a (pošto žene nisu imale pravo naslijediti ni švedsku ni norvešku krunu) naslijedio ga je mlađi brat, Oskar II. Nekoliko tjedana prije njegove smrti, Karlova kćerka Ludovika je rodila svoga drugog sina kojeg je nazvala po svom ocu. Godine 1905. taj njegov unuk izabran je za norveškog kralja prekidom personalne unije Švedske i Norveške, te okrunjen kao Haakon VII. Dok su svi norveški vladari počevši od Haakona VII. Karlovi potomci, do današnjeg dana nijedan švedski monarh nije potomak Karla XV. 
| Prethodnik Oskar I. | Kralj Švedske i Norveške 1859. - 1872. | Nasljednik Oskar II. |